# Courtils
Courtils település Franciaországban, Manche megyében. Lakosainak száma 219 fő (2022. január 1.). Courtils Huisnes-sur-Mer, Céaux és Servon községekkel határos.

## Népesség
A település népességének változása:
| Lakosok száma | 273  | 224  | 271  | 250  | 215  | 221  | 229  | 235  | 237  | 219  |
|               | 1968 | 1982 | 1990 | 2006 | 2013 | 2015 | 2017 | 2019 | 2020 | 2022 |